# Cuautémoc Cervantes
Cuautémoc Cervantes är en ort i Mexiko.   Den ligger i kommunen Suchiate och delstaten Chiapas, i den sydöstra delen av landet, 900 km sydost om huvudstaden Mexico City. Cuautémoc Cervantes ligger 7 meter över havet och antalet invånare är 105.
Terrängen runt Cuautémoc Cervantes är mycket platt. En vik av havet är nära Cuautémoc Cervantes åt sydväst. Runt Cuautémoc Cervantes är det ganska tätbefolkat, med 129 invånare per kvadratkilometer. Närmaste större samhälle är Brisas Barra de Suchiate, 11,3 km söder om Cuautémoc Cervantes. 